# Списак робота серије Доктор Ху

Дугогодишња британска научнофантастична телевизијска серија Доктор Ху је приказала мноштво робота од свог првобитног емитовања 1963. године.
Упркос томе што се појављују као роботи, и Далеци и Киберљуди нису овде наведени јер су приказани као органска створења која су преображена у киборге за разлику од потпуно неорганских и правих робота.

## К

### К1
Докторов први непријатељ у његовој четвртој инкарнацији. Главни негативац током серијала Робота.

### К2
Надограђена варијанта К1 која се појављује у стрипу Робо бес (2016).

### К9
Роботски пас који служи као пратилац Доктору током друге половине његове четврте инкарнације. Прву итерацију пса је набавио Доктор током серијала Невидљиви непријатељ.

### Камелион
Андроид који мења облик којег је Пети Доктор набавио као пратиоца на крају дводелне приче Краљеве утваре (1983). Камелион је био слабе воље па је дозволио Господару да преузме контролу над њим у два наврата.

### Кварци
Кварци су се први пут појавили у серијалу Владари (1969) Другог Доктора.
Ови роботи су били правоугаоног облика са четири руке: један пар се склапао у тело, а други пар се могао увлачити. На крају сваке руке била је усамљена канџа. Сферна глава је подељена на октанте. Горња четири октанта су формирала сензорну хемисферу која је уочавала промене у светлости, топлоти и кретању. На пет углова октаната били су усмерени предајници кристалног снопа (шести угао спојен је са вратом робота). Комуницирали су помоћу учесталости високог тона што је вероватно допринело њиховој склоности да брзо остану без енергије што је била њихова првенствена слабост.
Кварке су Владари користили на планети Дулкис да поробе и тероришу староседелачко становништво Дулкијанаца како би обезбедили бушење бушотина кроз кору планете. Владари су планирали да искористе своју технологију да запуцају рупе, приморавајући језгро да еруптира, обезбеђујући нови извор горива за своју флоту.
Кварк је такође виђен у серијалу Ратне игре.
Кварци се такође помињу у аудио драми продукције "Big Finish" Флип флоп. При томе су напали свемирску јахту Пинто где су Седми Доктор и Мел тражили кристале лептонита како би их победили. Није познато, међутим, да ли је Доктор том приликом победио Кварке. Кварци су такође помињани и злобно исмевани у аудио причи Изгнанство серијала Доктор Ху одвезано.
На интернет страници ББЦ-а, запис капетана Џека у Досијеима чудовишта за Веспиформ спомиње да су они можда били у рату са „побуњеницима Кварцима“.
Кварке су у својим појављивањима тумачила и деца.

## М

### Механоиди (Мехоноиди)
Мехоноиди (понекад се пишу као 'Механоиди') су велики, вишеструки, сферни роботи које су створили људи. Они се први пут појављују у серијалу друге сезоне Потера (1965) послати да припреме планету Механус за колонизацију. Док су радили на задатку колонизације, затворили су насуканог космонаута Стивена Тејлора јер није имао њихове контролне кодове. Скупина Далека која је прогонила посаду ТАРДИС-а упустила је Механоиде у битку. Која је страна била победничка није приказано.
У изворном сценарију снимања требало је да се зову 'Мехони', али је то промењено непосредно пре снимања. Међутим, неки глумци су већ запамтили ретке из претходног нацрта, што је довело до тога да су роботи погрешно названи Мехони у неким дијалозима у готовим епизодама. Случајне грешке у писању у медијским публикацијама и званичним изворима довеле су до забуне око правописа 'Мехоноида'. Првобитно замишљено да се пише са 'о' као мала ревизија имена 'Мехон', име је обично погрешно написано са 'а' како у шпицама епизоде тако и у другим изворима.
Механоиди су се затим појавили у ТВ21 стрип причи Око рата (1966). Они су приказани као заклети непријатељи Далека. Род хуманоида плаве коже суптилно се меша у догађаје, користећи робота званог К2 како би спречила рат. Након тога уследило је даље појављивање у стрипу (где се поново помињу као "Механоиди") у причи Свет који чека укљученој у годишњак Свет Далека из 1966. године. Прича приказује напад Далека на Механуса који је довео до уништења механоидног града.
Рат Далека (1997), роман ББЦ-а са Осмим Доктором који је написао Џон Пил приказује Механоид препознат као Мехон 179. Ради као вртлар на планети Хесперус и уништен је помажући одбрани планету од најезде Далека.
Механоиди се појављују у аудио драми Џагернаути продукције "Big Finish" (2005). У овој причи, Даврос додаје људско нервно ткиво роботским механоидним шкољкама како би створио насловне Џагернауте.
Треће издање Доктора Хуа – Битке у часопису Време (2006) садржало је слику ратова Далека на две странице и пратећи текст под насловом Битка за планету Механус који приказује битку унутар механоидног града.
У графичком роману Једини добри Далек, Механоиди су приказани као уништени од стране Далека, а неки од њихових остатака путују до људске свемирске станице где се спроводи истраживање о Далецима у нади да ће пронаћи начин да их победи.

### Мовеланци
Мовеланци су андроидна врста која потиче изван галаксије. Они се први пут појављују у серијалу из 17. сезоне Судбина Далека (1979) као противници Далека.

## Н

### Наногени
Наногени су наноботи који се „скупљају“ када поправљају оштећено ткиво. У епизодама Празно дете (2005) и Доктор плеше (2005), Наногени нехотице користе мртво дете као шаблон, репродукујући исте повреде на сваком кога додирну. Наногени обнављају оне који су погођени након што им се обезбеди комплетан људски шаблон.

## Р

### Робооблици
Робооблици које је Десети Доктор називао и Пробном рибом, били су чистачи које су друге врсте често користиле за своја средства. Приказани су као савезници са Сикораксима и Ракносима, као и са савезом "Пандорика", помажући да се запечати Једанаести Доктор на Пандорици. И сама царица Ракноса имала је наоружану гарду Робооблика у коју се Десети Доктор убацио и нокаутирао.
Показано је да се понекад маскирају у одећу Деда Мраза како би избегли сумњу. Њихово оружје је такође било прерушено у конвенционалне земаљске предмете, као што су бацачи пламена под маском туба и јелки, способних да се окрећу довољно брзо да раздвоје људе. Такође се показало да су способни да детектују енергију регенерације. Без маски, Робооблици природно имају главе у облику златног метка са два удубљења са обе стране где би биле људске очи.

### Роботи пескари
У Роботима смрти (1977), приказане су три врсте робота робова које је створило удаљено људско друштво. Ови роботи су првобитно направљени за обављање руских задатака. У најмање једном случају, ови роботи су одгајали људско дете Тарен Капел. На крају је научио да репрограмира роботе да убијају људе и покушао је да изведе револуцију робота.
Три класе робота су биле:
- Д-класа, колоквијално позната као Глупани - нису били способни да говоре и само су следили наређења.
- В-класа или Гласни - били су способни да вербално реагују и обављају мало сложеније задатке, али на крају нису били интелигентнији од Д-класе.
- СВ-класа или Супергласни - били су способни за разум и доношење одлука и коришћени су за координацију и усмеравање других робота. Такође се показало да се Супергласни користе у детективском раду.

Ови роботи су се појавили у следећим серијалима односно делима:
- Роботи смрти, серијал о Четвртом Доктору са Лилом, написао Крис Баучер
- Маркер леша, роман о Четвртом доктору са Лилом који је написао Крис Баучер
- Град врелине: Окамова бритва, аудио драма о Граду врелине коју су написали Алан Стивенс и Џим Смит
- Град врелине: Глава смрти, аудио драма о Граду врелине коју је написао Крис Баучер
- Град врелине: Скривени убеђивачи, аудио драма о Греду врелине коју је написао Џим Смит
- Град врелине: Тарен Чапел, аудио драма о Граду врелине коју је написао Алан Стивенс
- Град врелине: Шах-мат, аудио драма о Граду врелине коју је написао Алан Стивенс
- Град врелине: Рудник олује, аудио драма о Граду врелине коју је написао Данијел О'Махони
- Робофобија, аудио драма са Седмим Доктором коју је написао Николас Бригс

### Роботски ратник Растон
Роботски ратник Растон пронађен је у зони смрти на Галифреју. Способан је да се креће брже од муње и да уништи чету Киберљуди за секунде. Због своје изузетне брзине кретања, видљиви су само када мирују. Да би се упарили са овим, његови системи циљања су првенствено засновани на откривању кретања.
Физички, робот је веома гибак, креће се около да би скенирао своје окружење у потрази за метом и скаче около скоро као балетски играч када напада. Лице му је глатко, без видљивих очију. Према роману о Пустоловинама Осмог Доктора Осам Доктора Теренса Дикса, роботе је направила древни род, старији од Господара времена, који су на крају уништени сопственим оружјем. Међутим, роман Ванземаљска тела Лоренса Мајлса тврди да је то било лажно оглашавање од стране њихових произвођача. Користи атомско зрачење као извор енергије, црпећи га из атмосфере, и закључава електричне импулсе у мозгу своје жртве, али може постати збуњен ако сретне два бића са истим можданим обрасцем.
Роботски ратник Растон појављује се у игрици Свет ранијих Докторових пустоловина, такође од стране Дикса, и у игрици Судбина Далека.
Расел Т. Дејвис је у марту 2008. у часопису Доктор Ху изразио занимање за враћање роботског ратника Растона у оживљену серију, наводећи битку између робота и Киберљуди у Пет Доктора као једну од најбољих у историји серије. Ово се до сада није догодило.

## Т

### Теселекта
Теселекта, први пут приказана у "Хајде да убијемо Хитлера", је робот са способношћу да промени свој изглед. Њиме управљају људи који су смањени помоћу зрака смањивања и задржани на тој величини помоћу поља сузбијања. Теселекте шаље кроз време организација под називом Министарство правде са задатком да уклоне људе за које суде одељење заслужне за казну из свог временског раздобља. Хватају их непосредно пре смрти да би били мучени.
У "Хајде да убјемо хитлера", Ејми Понд и Рори Вилијамс су заробљени унутар Теселекте и јури их њен роботски "отпорни састав". Наруквице које носи посада служе као реверзна антитела и спречавају „отпорни састав“ да их нападне, а свако ко их не носи са одговарајућим препознатљивим стањем бива спаљен. Касније у епизоди, посада Теселекте је евакуисана нечим што изгледа као трансмат зрак.
Теселекта се поново појављује у завршници 6. серијала „Свадба Ривер Сонг“. У тој епизоди, Једанаести Доктор је приказан како је убијен на тихом језеру у Јути, међутим, касније је откривено да се сакрио са својим ТАРДИС-ом унутар Теселекте, која је попримила његов облик па је изгледало као да је убијен.